# ألان روس (لاعب كرة قدم)
ألان روس (بالإنجليزية: Alan Ross)‏ (26 مايو 1942 - 2 نوفمبر 1999) هو لاعب كرة قدم بريطاني في مركز حراسة المرمى. لعب مع نادي لوتون تاون وهاميلتون أكاديميكال ونادي دمبرتون.

## وصلات خارجية
- ألان روس على موقع قاعدة بيانات كرة القدم.إي يو (الإنجليزية)